# Hlotse

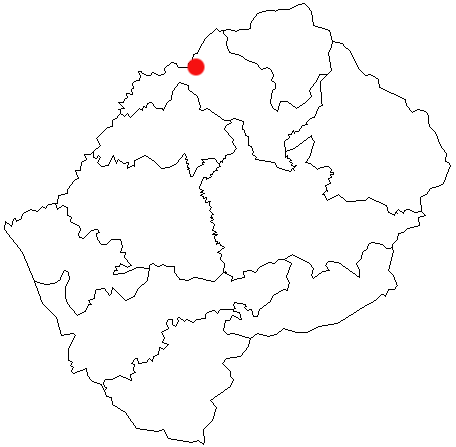
Localização de Hlotse

Hlotse (ou Leribe) é uma vila e capital do distrito de Leribe, no Lesoto. Está situada próxima ao rio Hlotse e da fronteira com a África do Sul. A cidade foi fundada por missionários britânicos em 1876, sendo um centro comercial da colônia até à independência do país.
No ano de 2006 a estimativa da população era de 24 mil habitantes.